# Дурова, Екатерина Львовна
Екатери́на Льво́вна Ду́рова (25 июля 1959, Москва, СССР — 13 декабря 2019, Москва, Россия) — советская и российская актриса театра и кино, заслуженная артистка России (2005). Почётный деятель искусств города Москвы (2017).

## Биография
Родилась 25 июля 1959 года в Москве. Происходила из семьи актёров, её отец — народный артист СССР Лев Дуров, мать — Ирина Кириченко. Окончив школу в 1976 году, Екатерина поступила в ГИТИС имени А. В. Луначарского. Была актрисой театров «Современник», «Ленком», а после получения диплома до 1984 года была актрисой Театра на Таганке. В том же году перешла в Театр на Малой Бронной, где и прослужила до своей смерти.
На киноэкране Е. Дурова дебютировала студенткой в молодёжной мелодраме «Школьный вальс» в 1977 году. Сыграла главную роль в картине «Фантазии Фарятьева».
Скончалась 13 декабря 2019 года на 61-м году жизни, в Москве, после тяжёлой продолжительной болезни.
Церемония прощания с актрисой прошла 16 декабря в Театре на Малой Бронной. Похоронена в Москве на Новодевичьем кладбище рядом с отцом  (уч. 5, р. 32).

## Семья
Отец — Лев Константинович Дуров (1931—2015), народный артист СССР. Похоронен в Москве на Новодевичьем кладбище (уч. 5, р. 32).
Мать — Ирина Николаевна Кириченко (1931—2011), советская и российская актриса театра и кино. Похоронена в Москве на Бабушкинском кладбище (участок № 14).
Первый муж — Сергей Александрович Насибов(род. 1958), актер.
- Дочь — Екатерина Сергеевна Насибова (род. 1979),[источник не указан 1166 дней]
  - Внуки — Варвара (род. 2015) и Тимофей (род. 2018).[источник не указан 1166 дней]

Второй муж — Владимир Александрович Ершов (род. 1957), заслуженный артист РФ
- Сын — Иван Владимирович Ершов (род. 1986),[источник не указан 1166 дней]
  - Внук — Георгий Иванович (род. 2013).[источник не указан 1166 дней]

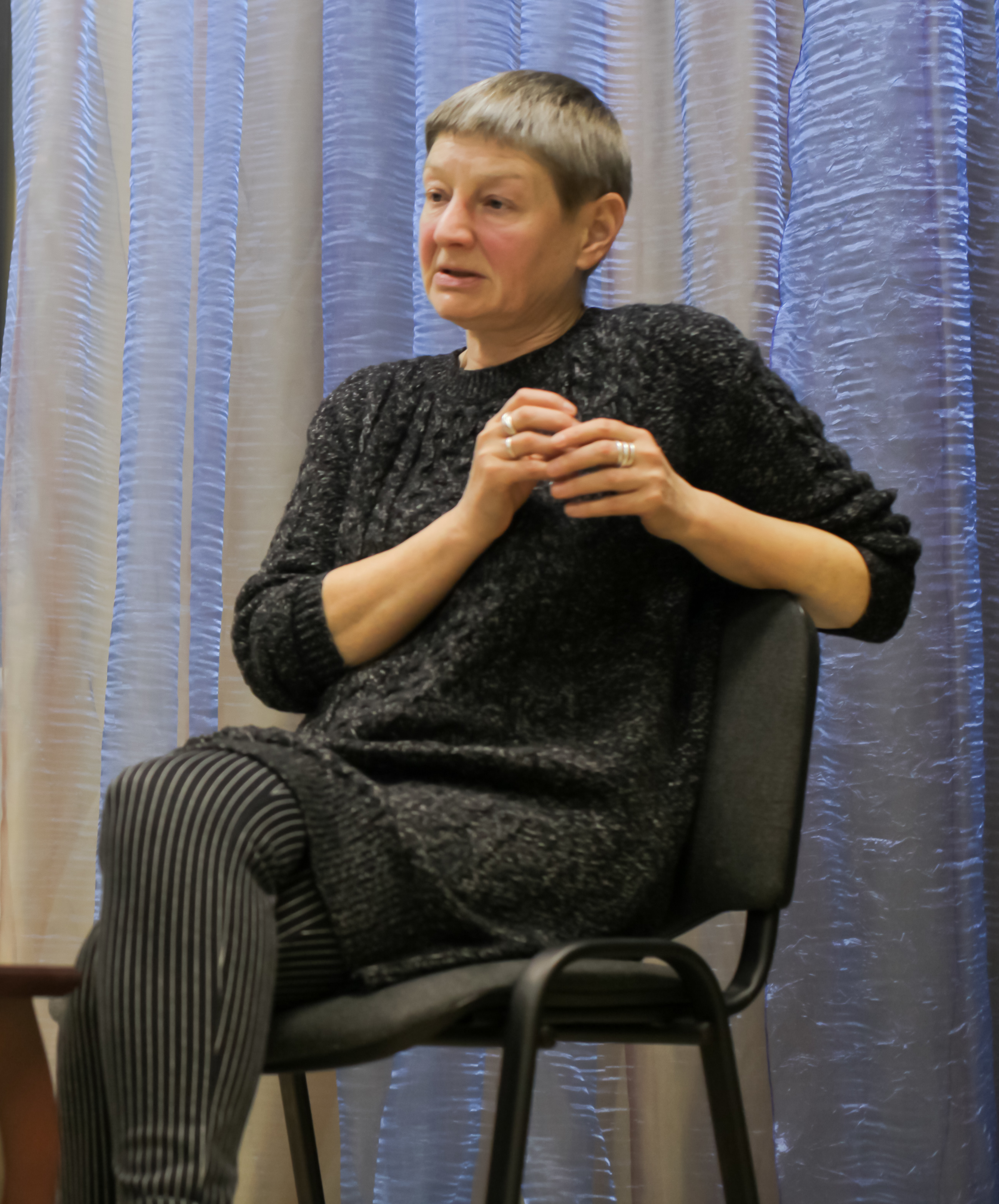
На встрече со зрителями, 2016

## Творчество

### Театральные работы

#### Театр на Малой Бронной
- «Весёлая жизнь и грустная смерть французской артистки Адриенны Лекуврер» Э. Скриба — мадемуазель Данжевиль
- «Метеор» Ф. Дюрренматта — Ольга
- «Приглашение в партер» В. Жеребцова — ассистент
- «Лиса и виноград» Г. Фигейредо — Мели
- «Лес» А. Н. Островского — Аксюша
- «Дураки» Н. Саймона — Янка
- «Полонез Огинского» Н. Коляды — Таня
- «Мать Иисуса» А. М. Володина — дочь
- «Женитьба» Н. В. Гоголя — Дуняша
- «Мысль» Л. Андреева — Маша
- «Вы чьё, старичьё» Б. Л. Васильева — Вера
- «Жорж Данден или одураченный муж» Мольера — Клондина
- «Оркестр» Ж. Ануйя — Сюзанна Делисиас
- «Дети?!» С. Найденова — Клавдия (реж. — Л. К. Дуров)
- «Кавалер роз» И. Нестроя — мадам Кох (реж. Р. Самгин)
- «Неугомонный дух» Н. Коуарда — Эдит (реж. Ю. Иоффе)
- «Славянские безумства» Б. Нушича — Драга (реж. Р. Самгин)
- «Страсти по Торчалову» Н. Воронова — Римма (реж. Л. К. Дуров)
- «Я не Раппапорт» Э. Гарднера — Клара (реж. Л. К. Дуров)
- «Буря» У. Шекспира — Тринкуло (реж. Л. К. Дуров и И. Древалев)
- «Подлинная история Фрекен Бок» (реж. Е. Арсенов)

#### Театр «Ателье»(«Независимый театральный проект»)
- 2008—2019 — «Ladies' night. Только для женщин»[10] по пьесе Энтони Маккартена, Стефана Синклера и Жака Коллара — Гленда

#### Театр на Таганке
- «А зори здесь тихие»[11] Б. Васильева — Бричкина
- «Мастер и Маргарита» М. Булгакова — Наташа
- «Надежды маленький оркестрик» А. Володина, С. Злотникова, Л.Петрушевской — Она

### Фильмография
- 1978 — Школьный вальс — медсестра-студентка
- 1979 — Фантазии Фарятьева — Люба, младшая сестра Шуры
- 1980 — Дульсинея Тобосская — Санчика
- 1982 — Солдат и змея (фильм-спектакль) — Шарлотта-Луиза
- 1983 — Уникум — сотрудница НИИ
- 1983 — Зелёный фургон — Екатерина Верцынская по прозвищу «Катька-Жарь»
- 1984 — Единица «с обманом» — Эльвира Борисовна, пионервожатая в школе
- 1990 — Провинциальный анекдот (короткометражный) — Фаина из соседнего номера гостиницы
- 1991 — Эй! (короткометражный)
- 1991 — Дорога в Парадиз
- 1991 — Veniks. Половые щётки — Лаура Карлье
- 1992 — Ералаш, 93 выпуск, серия «Шёл отряд по берегу») — вожатая Марья Ивановна
- 1992 — Ченч (Россия, Украина) — Антон / Рыжик / Антонина
- 1992 — Маклер (Узбекистан)
- 1992 — Градус чёрной луны
- 1998 — Дар божий (короткометражный)
- 1999 — У бога мёртвых нет
- 1999 — Транзит для дьявола — Вера
- 1999 — Поклонник — Раиса, почтальон
- 2003 — Москва. Центральный округ
- 2005 — Бриллианты для Джульетты — дочь Юрия Яковлевича
- 2006 — Большие девочки — Мария
- 2007 — Служба доверия — Нина Ивановна
- 2008 — Юрьев день — Дуня, медсестра
- 2009 — Короткое замыкание — редактор
- 2009 — Московский дворик — Прасковья Карловна Кашевская
- 2010 — Вдовий пароход — Панька
- 2010 — Гоп-стоп — мама Васяни
- 2010 — Объект 11 (в производстве) — Заварзина
- 2012 — Частное пионерское — почтальонша
- 2014 — Боцман Чайка — тёща Воробейчика
- 2017 — По ту сторону смерти — Анна Ивановна
- 2018 — Кровавая барыня — настоятельница монастыря
- 2018 — Хор — Сорокина
- 2019  — Ведьма — Кали
- 2020 — Зелёный фургон — Катька-Жарь, одноклассница Патрикеева, жена Красавчика
- 2021 — Угрюм-река — Клюка, повитуха, бабушка Анфисы